# Сопвит Свалоу
Сопвит Свалоу (енгл. Sopwith Swallow) је ловачки авион направљен у Уједињеном Краљевству. Авион је први пут полетео 1918. године. 

Највећа брзина авиона при хоризонталном лету је износила 182 km/h.
Распон крила авиона је био 8,79 метара, а дужина трупа 5,72 метара. Празан авион је имао масу од 421 килограма. Нормална полетна маса износила је око 644 килограма. Био је наоружан са два синх. 7,7 мм митраљеза Викерс.

## Наоружање
| Наоружање авиона: Сопвит Свалоу |     |
| Ватрено (стрељачко) наоружање   |     |
| Топ                             |     |
| Митраљез                        |     |
| Број и ознака митраљеза         | 2   |
| Калибар                         | 7,7 |
| Бомбардерско наоружање (бомбе)  |     |
| Ракетно наоружање (ракете)      |     |